# Ni Nengah Widiasih
Ni Nengah Widiasih (12 de diciembre de 1989) es una deportista indonesia que compite en levantamiento de potencia adaptado. Ganó dos medallas en los Juegos Paralímpicos de Verano, bronce en Río de Janeiro 2016 y plata en Tokio 2020.

## Palmarés internacional
| Juegos Paralímpicos | Juegos Paralímpicos     | Juegos Paralímpicos | Juegos Paralímpicos |
| Año                 | Lugar                   | Medalla             | Categoría           |
| ------------------- | ----------------------- | ------------------- | ------------------- |
| 2016                | Río de Janeiro (Brasil) | Medalla de bronce   | –41 kg              |
| 2020                | Tokio (Japón)           | Medalla de plata    | –41 kg              |